# Enis Gavazaj
Enis Gavazaj (Prizren, 21 maart 1995) is een Kosovaars-Albanees voetballer die sinds juli 2016 onder contract staat bij Skënderbeu Korçë.

## Carrière

### AA Gent
Gavazaj doorliep zijn jeugdjaren in de Kosovaarse hoofdstad Pristina, bij de lokale topploeg FK Pristina. Na proeven bij andere ploegen, waaronder Gent en Borussia Dortmund, tekende hij een contract bij de Gentenaars voor 1 jaar.
Hij maakte zijn debuut voor Gent in de gewonnen competitiewedstrijd tegen KRC Genk (1-2), hij verving in de 92ste minuut Yaya Soumahoro. Zijn eerste basisplaats kreeg Gavazaj op 1 maart 2014 tegen Sporting Charleroi.
In de wedstrijd Cercle Brugge - AA Gent was de winger meteen goed voor zijn eerste assist bij de Buffalo's. Gavazaj verlengde op 13 maart 2014 zijn contract voor 1 jaar.
In het seizoen 2014-2015 kwam Gavazaj niet aan de bak onder nieuwe coach Hein Vanhaezebrouck. Het werd al snel duidelijk dat er een oplossing moest worden gevonden voor de talentvolle middenvelder op het einde van dat seizoen. Die oplossing kwam er ook toen KSV Roeselare op 6 juli besloot om Gavazaj een jaar te huren, zonder aankoopoptie. 

### Statistieken
| Seizoen         | Club                  | Land                 | Competitie          | Competitie | Competitie | Beker | Beker | Internationaal | Internationaal | Totaal | Totaal |
| Seizoen         | Club                  | Land                 | Competitie          | Wed.       | Dlp.       | Wed.  | Dlp.  | Wed.           | Dlp.           | Wed.   | Dlp.   |
| --------------- | --------------------- | -------------------- | ------------------- | ---------- | ---------- | ----- | ----- | -------------- | -------------- | ------ | ------ |
| 2013/14         | AA Gent               | Vlag van België      | Jupiler Pro League  | 7          | 0          | 0     | 0     | 0              | 0              | 7      | 0      |
| 2014/15         | AA Gent               | Vlag van België      | Jupiler Pro League  | 0          | 0          | 0     | 0     | 0              | 0              | 0      | 0      |
| 2015/16         | → KSV Roeselare       | Vlag van België      | Tweede Klasse       | 5          | 0          | 0     | 0     | 0              | 0              | 5      | 0      |
| 2016/17         | Skënderbeu Korçë      | Vlag van Albanië     | Kategoria Superiore | 24         | 0          | 7     | 2     | 0              | 0              | 31     | 2      |
| 2017/18         | Skënderbeu Korçë      | Vlag van Albanië     | Kategoria Superiore | 29         | 3          | 2     | 0     | 12             | 1              | 43     | 4      |
| 2018/19         | → Jenisej Krasnojarsk | Vlag van Rusland     | Premjer-Liga        | 7          | 0          | 1     | 0     | 0              | 0              | 8      | 0      |
| 2018/19         | → Dinamo Minsk        | Vlag van Wit-Rusland | Vysjejsjaja Liga    | 5          | 0          | 3     | 0     | 0              | 0              | 8      | 0      |
| Carrière totaal | Carrière totaal       | Carrière totaal      | Carrière totaal     | 65         | 3          | 9     | 2     | 12             | 1              | 86     | 6      |